# Балыкесир (ил)
Балыкеси́р (тур. Balıkesir) — ил на западе Турции.

## География
Ил Балыкесир граничит с илами: Чанаккале на северо-западе, Бурса и Кютахья на востоке, Маниса и Измир на юге.
Территория ила с севера омывается водами Мраморного (включает остров Мармара), а с запада — Эгейского морей. Через Балыкесир проходит прославленный с античных времён хребет Ида, именуемый турками Каз.
Пролив шириной около 12 км отделяет эгейское побережье ила от греческого острова Лесбос.
Пресное озеро Куш (орнитологический национальный парк).

## История
В античные времена на территории ила Балыкесир процветал, благодаря морской торговле, державный город Кизик (колония Милета). Руины Кизика сохранились до наших дней.
В 124 году н. э. в этих краях воздвиг замок римский император Адриан. В византийскую эпоху поселение вокруг замка получило название Палеокастрон (т. е. «Старый замок»). Завоевавшие этот край турки-сельджуки дословно перевели имя замка и города как Балак-Хисар (Balak Hisar), в современной транскрипции: Балыкесир (Balıkesir).
В 1297 г. турецкий (сельджукский) полководец Карасы-бей основал на руинах Палеокастрона новый город, который назвал в свою честь. В 1345 г. городом Карасы завладели турки-османы. И вплоть до 1922 года он являлся центром санджака Карасы.
В XVII-XIX веках в санджаке Карасы располагался главный этнический очаг малоазийских болгар (поголовно выехавших в Болгарию в 1913-1914 гг.).
На островах богатого рыбой озера Куш (Майнос) с начала XIX века вплоть до 1961 года проживала община казаков-некрасовцев. Предпринятое турецкими властями тотальное разоружение некрасовцев подвигло казаков к почти поголовному переселению в СССР и США.
Во второй половине XIX в. в Османскую империю прибыло значительное количество адыгов и убыхов, покинувших Западный Кавказ (историческую Черкесию) после своего поражения в Кавказской войне. Многочисленные поселения потомков этих изгнанников существуют в Балыкесире до сих пор. Одно из них — основанное в 1864 году убыхами село Хаджи-Осман (Hacıosman), где в 1904 году родился убыхский писатель и мемуарист Тевфик Эсенч.
В 1897 г. санджак Карасы пережил страшное землетрясение.
Во время Греко-турецкой войны, 30 июня 1920 года, греческие контингенты вступили в город Карасы. 6 сентября 1922 в город вошла армия турецких кемалистов, что ознаменовало полное присоединение города к Турецкой Республике.
В 1926 г. город и санджак Карасы были официально переименованы в Балыкесир.
После подавления восстания народа заза в 1938 году, в Балыкесир были переселены несколько сотен заза.

## Население
В 1912 г. в санджаке Балыкесир проживали: турки — 246 851 чел., греки — 150 946 чел., армяне — 7495 чел..  
| Санджак   | Каза      | Мусульмане | Греки   | Армяне | Болгары | Общая численность |
| Балыкесир | Балыкесир | 103,624    | 16,184  | 2,574  | -       | 122,382           |
|           | Айвали    | 89         | 46,130  | -      | -       | 46,219            |
|           | Кемер     | 12,549     | 7,239   | 9      | -       | 19,797            |
|           | Адрамит   | 27,393     | 13,033  | -      | -       | 40,458            |
|           | Артаки    | 5,418      | 54,700  | 952    | -       | 62,153            |
|           | Гёнен     | 25,601     | 2,850   | 44     | -       | 28,495            |
|           | Паноромос | 36,976     | 9,610   | 3,879  | 1,635   | 53,015            |
|           | Пигадитси | 12,771     | -       | 29     | -       | 12,800            |
|           | Синдирджи | 22,430     | 1,200   | 8      | -       | 23,638            |
|           | Итого:    | 246,851    | 150,946 | 7,495  | 1,635   | 408,957           |

На 2009 год численность населения — 1 076 347 жителей. Национальный состав: турки — 80%, греки — 13%, другие — 7%.
Крупнейшие города — Балыкесир (215 тыс. жителей в 2000 году), Айвалык, Бандырма (порт на Мраморном море), Бурхание (порт на Эгейском море), Гёнен, Сусурлук, Эдремит.

## Административное деление

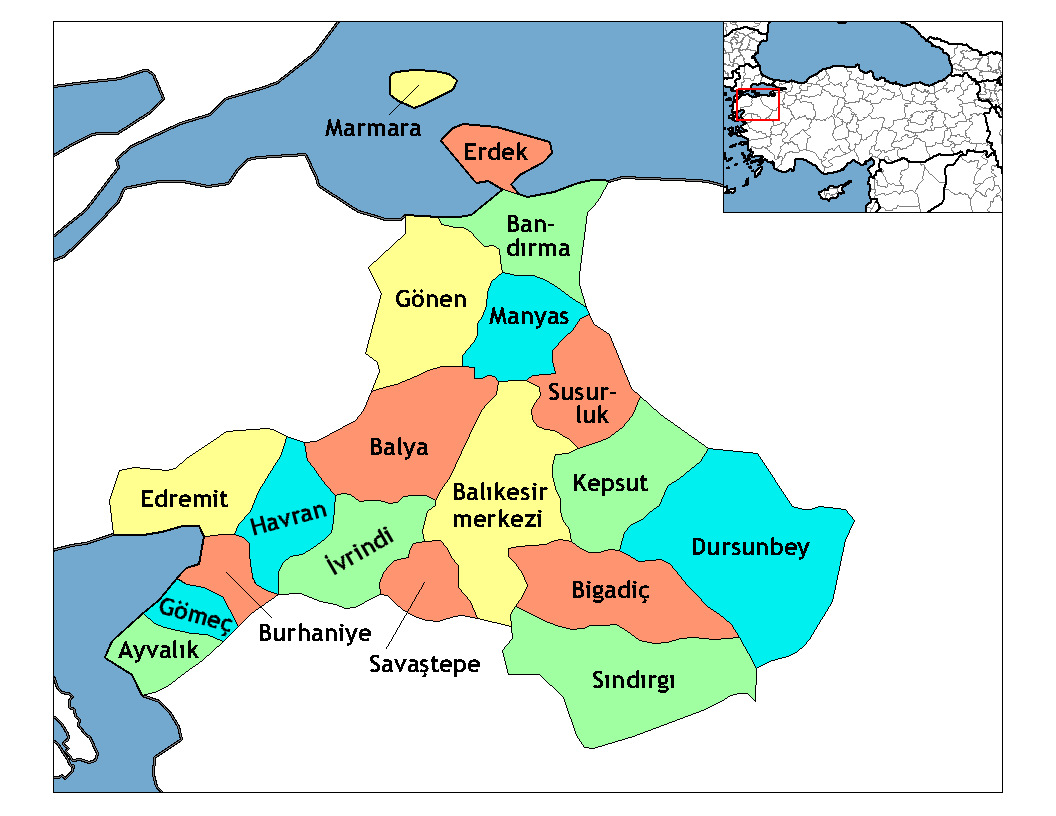

Ил Балыкесир делится на 19 районов:
1. Айвалык (Ayvalık)
2. Балыкесир (Balıkesir)
3. Балья (Balya)
4. Бандырма (Bandırma)
5. Бигадич (Bigadiç)
6. Бурхание (Burhaniye)
7. Дурсунбей (Dursunbey)
8. Эдремит (Edremit)
9. Эрдек (Erdek)
10. Гёмеч (Gömeç)
11. Гёнен (Gönen)
12. Хавран (Havran)
13. Ивринди (İvrindi)
14. Кепсут (Kepsut)
15. Маньяс (Manyas)
16. Мармара (Marmara)
17. Саваштепе (Savaştepe)
18. Сындыргы (Sındırgı)
19. Сусурлук (Susurluk)

## Экономика
Текстильная, пищевая, цементная промышленность.
Добыча каолинита, пандермитов (минерал назван по городу Бандырма, ранее Пандерма), золота, полиметаллических руд.
Развит туризм.